# Haedi

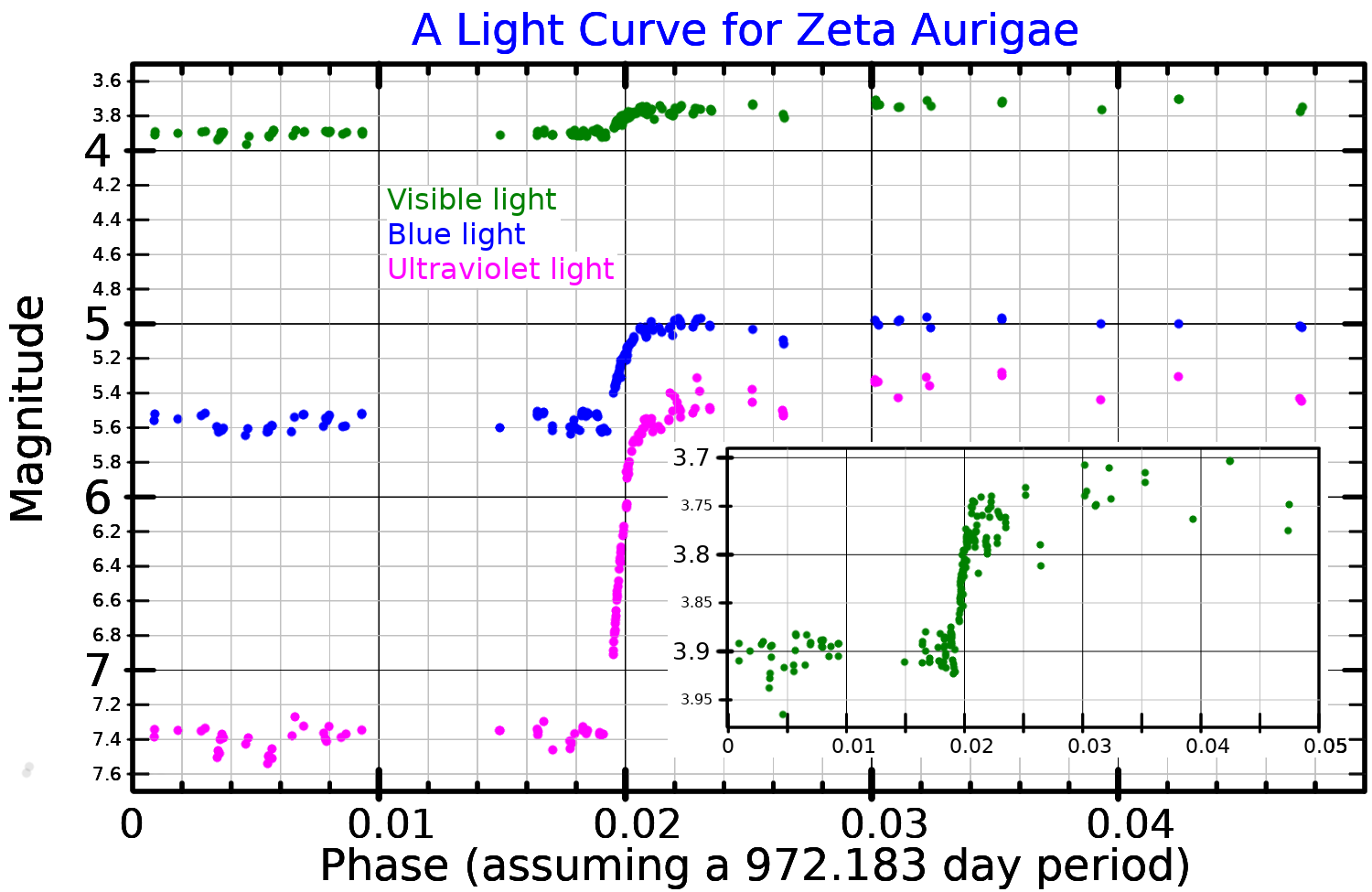
Lichtkromme van Haedi van het einde van een eclips

Haedi (zeta Aurigae) is een ster in het sterrenbeeld Voerman (Auriga).
De ster staat ook bekend als Haedus, Hoedus I, Sadatoni en Saclateni.